# صدا و سیمای قم
صدا و سیمای مرکز قم یکی از مراکز صدا و سیمای جمهوری اسلامی ایران است که در شهر قم فعالیت می‌کند.

## رادیو قم
فرکانس آنالوگ
موج FM ردیف ۹۴٫۵ Mhz | موج AM ردیف ۱۴۶۷ khz
فرکانس‌های ماهواره ای
Iran Sat, Arab Sat ۲,۳ | FR: ۱۲۲۶۴ MHz | SR: ۲۷۵۰۰
FEC: ۳/۴ | P: Horizontal
فرکانس دیجیتال
رادیو قم | کانال ۴۲ فرکانس ۶۴۲ Mhz